# Droit russe
Le droit russe est le droit de tradition civiliste, de la branche du droit soviétique, appliqué en Russie. L'expression regroupe l'ensemble des normes constitutionnelles, les obligations  internationales de la fédération de Russie, la culture juridique russe, la jurisprudence et les droits des sujets de la fédération de Russie.
Les sources du droit en Russie sont la Constitution, les lois constitutionnelles fédérales, les lois fédérales, les décrets et ordonnances du président de la fédération de Russie, les décisions et ordres du gouvernement de la fédération de Russie, les actes ministériels des organes exécutifs fédéraux, les constitutions des républiques de Russie et chartes des autres sujets de la fédération de Russie, les lois des sujets de la fédération de Russie, les actes des autorités exécutives des sujets de la fédération de Russie, les actes des entités locales autonomes. Les traités et accords internationaux sont des sources du droit que s'ils ont été ratifiés dans les formes prescrites.
La Constitution est la principale source de droit en Russie, les normes juridiques doivent se conformer à toutes ses dispositions. Tout acte contraire à la Constitution est considéré comme invalide et doit être annulé ou modifié.

## Histoire du droit russe moderne
Dans la seconde moitié des années 1980 et la première moitié des années 1990, la république socialiste fédérative soviétique de Russie a commencé à mettre en place un nouveau système juridique. Pendant les années de perestroïka, de nombreux amendements ont été apportés à la constitution de la République socialiste fédérative soviétique de Russie. Ainsi, en 1988, le pluralisme politique et le multipartisme, la séparation des pouvoirs, la propriété privée et la libre entreprise furent reconnus. Le 12 juin 1990 a été adopté la Déclaration de souveraineté étatique de la République socialiste fédérative soviétique de Russie et, le 22 novembre 1991, la Déclaration des droits et des libertés de l'homme et du citoyen.
Avec l'effondrement de l'URSS en 1991, l’État russe moderne est apparu.
Le 12 décembre 1993, par vote populaire, une nouvelle Constitution de la fédération de Russie a été adoptée.

## Hiérarchie des normes
La hiérarchie des normes est stricte en droit russe et repose sur les actes juridiques et leurs forces. Ainsi, il existe une direction verticale et horizontale :
- verticale : la propagation des normes juridiques allant de la Constitution aux actes des ministères. Dans cette hiérarchie, il y a une division entre la norme fédérale, qui s'applique à l'ensemble du territoire russe, et la norme régionale, qui s'applique aux sujets de la fédération de Russie.
- horizontale : cette distinction repose sur la force juridique des actes, qui dépend des circonstances. Ainsi, les actes législatifs des sujets de la fédération de Russie ont la même valeur juridique, mais n'agissent que dans le sujet où ils ont été adoptés.

### Au niveau fédéral
| Niveau juridique | Type de norme                                                   | Adoption et signature |
| ---------------- | --------------------------------------------------------------- | --- |
| I                | Constitution de la fédération de Russie                         | Adoptée par référendum. Les modifications aux chapitres 1, 2 et 9 interviennent sur décision de l'Assemblée constituante ; celles aux chapitres 3 à 8 sont adoptées par référendum avec l'approbation de deux tiers des organes législatifs des sujets de la fédération de Russie. |
| II               | Amendements à la Constitution russe                             | Adoptée par l'Assemblée fédérale de la manière prescrite pour les lois constitutionnelles fédérales, mais avec l'approbation des deux tiers des sujets de la fédération de Russie.                                                                                                 |
| III              | Loi constitutionnelle fédérale                                  | Adoptée par l'Assemblée fédérale. |
| IV               | Traité international                                            | Signé par les organes de l’État autorisés. |
| V                | Loi fédérale                                                    | Adoptée par la Douma d’État, approuvé par le Conseil de la fédération, signé par le président. |
| VI               | Décret du président                                             | Signé par le président. |
| VII              | Arrêté et ordonnance du gouvernement de la fédération de Russie | Signé par le chef de gouvernement. |
| VIII             | Règlement ministériel                                           | Signé par les ministres. |

#### Constitution

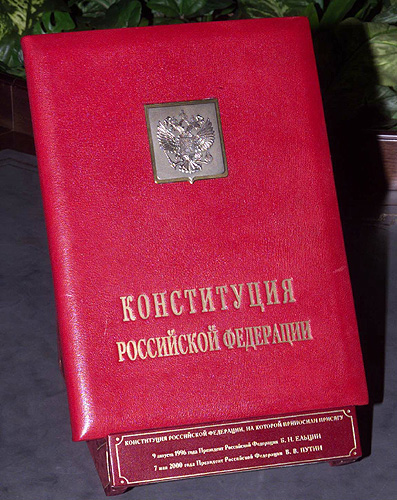
Texte original de la Constitution de la fédération de Russie.

La Constitution de la fédération de Russie a été adoptée le 12 décembre 1993 à la suite d'un référendum. Elle garantit un large éventail de droits de l'homme et des libertés conformément « aux normes universellement reconnues du droit international ». Parmi ces droits et libertés se trouvent, en particulier, le droit de chacun à la vie, à la dignité, à la liberté et à l'intégrité de la personne, le droit à la vie privée et au secret de la vie personnelle et familiale, la protection de l'honneur et de la réputation et la liberté de conscience.

##### Structure
La Constitution russe se compose d'un préambule et de deux sections : le Préambule est la section solennelle introductive ; la première partie contient la Constitution en soi : composée de 9 chapitres, qui sont consacrés aux dispositions fondamentales de la vie de l’État, l'« ordre constitutionnel », les « droits et libertés de l'homme », la « structure fédérale », le « Président », l'« Assemblée fédérale », le « gouvernement », la « justice », l'« autonomie locale » et « les amendements et la révision de la Constitution » ; et la deuxième section contient les « Dispositions transitoires et finales ».

##### Contenu
Les principales dispositions de la Constitution russe sont :
- l'État démocratique[11],[12] : la source du pouvoir, la souveraineté, réside dans le peuple. La mise en œuvre du principe de séparation des pouvoirs, la diversité idéologique et politique et le maintien de gouvernements locaux sont garantis.
- la structure fédérative[12] : le territoire est composé de 85 sujets, et chacun d'eux est égal devant le gouvernement fédéral.
- l'État de droit[12] : la garantie de l'État de droit et la responsabilité mutuelle de la personne et de l'État. Tous sont égaux devant la loi et sont responsables pour les actes illicites commis.
- l’État social[13] : la politique de l’État visant principalement au bien-être et au développement des citoyens, à l'élévation du niveau d'éducation, à la santé, etc. Ces éléments incluent la santé et la sécurité au travail, le soutien à la famille, à la maternité, à la paternité et à l'enfance, entre autres.
- l'humanisme[13] : les éléments ayant le plus de valeur dans l’État sont les personnes, leurs droits et libertés et leur bien-être.
- la laïcité[14] : l’État et la religion sont distincts. Aucune des confessions n'a de pouvoirs juridiques ni de droits d'initiative législative. Elles ne peuvent pas participer aux élections politiques, et l’État, à son tour, ne peut pas interférer dans les activités des associations religieuses.
- la forme républicaine de gouvernement[12] : les plus hautes autorités et les fonctionnaires sont élus pour une durée déterminée. Ils exercent leur pouvoir au nom du peuple et sont responsables devant lui.

La séparation des pouvoirs entre le législatif, l'exécutif et le judiciaire est garanti par la Constitution russe. Le président de la fédération de Russie n'appartient à aucun de ces trois éléments mais se tient au-dessus d'eux en tant que garant de la Constitution. Les gouvernements locaux ne sont pas inclus dans la séparation des pouvoirs de État et résolvent les problèmes locaux de façon indépendante.
Le pouvoir législatif est confié Assemblée fédérale, et les représentants de l'exécutif et du judiciaire ont le droit d'initiative législative, c'est-à-dire qu'ils ont la possibilité de préparer un projet de loi et de le transmettre au Parlement pour examen et adoption.

##### Modification
Les amendements constitutionnels sont régis par le chapitre IX de la Constitution.
Conformément aux dispositions de l'article 135 de la Constitution, les chapitres 1 (« Fondement de l'ordre constitutionnel »), 2 (« Les droits et libertés de l'homme et du citoyen ») et 9 (« Les amendements et la révision de la Constitution ») ne peuvent être modifiés que dans le cadre d'une refonte complète de la Constitution. Une telle refonte est possible lorsque les trois cinquièmes des voix de l'ensemble des membres du Conseil de la fédération et des députés à la Douma d'État convoquent une Assemblée constituante. Celle-ci va soit confirmer le caractère immuable de la Constitution, soit élaborer un nouveau projet de Constitution qui sera alors adopté par les deux tiers de ses membres ou par référendum.
Les changements des chapitres 3 à 8 de la Constitutions se font par la même procédure que celle régissant l'adoption d'une loi constitutionnelle fédérale. Les lois constitutionnelles fédérales sont, notamment, celles concernant les pouvoirs de contrôle de la Douma contre le gouvernement et la durée des mandats à la présidence de la fédération de Russie et à la Douma.
L'article 65 de la Constitution est modifié par décret présidentiel dès lors qu'un des sujets fédéraux prend la décision de changer son nom. Enfin, l'article peut être modifié par l'adoption d'une loi constitutionnelle fédérale afin d'admettre de nouvelles entités dans la fédération ou de modifier le statut d'une entité (fusion, etc.).

#### Amendement à la Constitution de la Russie
La procédure d'adoption des amendements à la Constitution est similaire à celle des lois constitutionnelles fédérales, c'est-à-dire qu'il faut l'approbation des trois quarts des membres du Conseil de la fédération et au moins deux tiers du nombre total des députés de la Douma d’État. Cependant, afin d'être adopté, et contrairement aux lois constitutionnelles fédérales, un amendement à la Constitution doit être approuvé par deux tiers des organes législatifs des différents sujets de la fédération de Russie (soit un minimum de 54 sujets). La loi doit ensuite être signée par le président dans les 14 jours suivant son approbation puis être publiée. Le texte de la Constitution est ensuite modifié pendant un mois.

#### Loi constitutionnelle fédérale

Texte de la Loi constitutionnelle fédérale n° 9-ERP du 27 décembre 2009.

Les lois constitutionnelles fédérales ne sont adoptées que dans les domaines explicitement définis par la Constitution et ont force juridique supérieure à celle des lois fédérales. En vertu de la Constitution, la loi constitutionnelle fédérale couvre les sujets suivants :
- la procédure d'adhésion d'un nouveau sujet de la fédération de Russie[27] ;
- le changement de statut d'un sujet de la fédération de Russie[27] ;
- la création du drapeau, des armoiries et de l'hymne officiels de la fédération russe, leur description et les modalités de leur utilisation officielle[28] ;
- modalités de l'activité du Gouvernement de la fédération[29] ;
- la mise en place du système judiciaire de la fédération de Russie[30] ;
- les prérogatives, la procédure de formation et les modalités de fonctionnement de la Cour constitutionnelle de la fédération russe, de la Cour suprême de la fédération russe, de la Haute Cour d'arbitrage de la fédération russe et des autres tribunaux fédéraux[31] ;
- l'état d'urgence[32] ou la loi martiale[33] ;
- et la procédure de convocation de l'Assemblée constituante[22].

L'ensemble de ces domaines a fait l'objet de lois constitutionnelles fédérales, à l'exception de celui couvert par l'article 135(2) de la Constitution relatif à la convocation d'une Assemblée constituante.
Pour être adoptée, une loi constitutionnelle fédérale doit recueillir l'approbation de trois quarts des membres du Conseil de la fédération et d'au moins deux tiers du nombre total des députés de la Douma d’État. La loi doit ensuite être signée par le président dans les 14 jours suivant son approbation puis être publiée. Le président n'a pas de droit de veto sur les lois constitutionnelles fédérales.

#### Traités et accords internationaux ratifiés
L'article 15(4) de la Constitution établit la primauté des traités internationaux sur la législation russe. En cas de conflit entre la loi et les traités internationaux, les normes du traité international priment. Dans la pratique, cela signifie que s'il y a des désaccords, les citoyens, les organisations, les organismes gouvernementaux et les tribunaux sont guidés par les dispositions du traité international jusqu'à ce que la législation soit mise en conformité avec elles.
Dans le même temps, afin que le traité international entre en vigueur, il faut qu'il soit adopté en suivant toutes les étapes nécessaires d'approbation et de signature et, le cas échant, de ratification.

#### Loi fédérale
Les lois fédérales sont les normes clefs en Russie. Elles peuvent concerner toutes les compétences prescrites dans la Constitution, que ces compétences soient des compétences exclusives de la fédération ou partagées avec les sujets de la fédération (ce qui exige par conséquent une législation du sujet en question). Les lois fédérales sont obligatoires sur l’ensemble du territoire de la fédération et aucune norme juridique inférieure ne doit les contredire.

##### Répartition des compétences
Les domaines qui ne relèvent pas des compétences désignées aux articles 71 et 72 de la Constitution relèvent de la compétence des sujets de la fédération de Russie. La compétence du gouvernement fédéral sur ces points n'est possible que dans le cadre de les lois constitutionnelles fédérales. Les actes juridiques normatifs régionaux ont la primauté sur les lois fédérales dans le cadre de ces domaines de compétences.
Dans la pratique, il existe deux types de lois fédérales :
- la loi fondamentale : qui porte le nom du sujet réglementé et qui dispose, dans son préambule et ses articles, les moyens de mise en œuvre.
- la loi sur les amendements et ajouts (loi de correction) qui vise à améliorer une loi fédérale voire à y introduire des changements significatifs et/ou mineures.

Dans certains cas, ces deux types de loi sont combinés en une loi fédérale unique.

##### Procédure d'adoption des lois fédérales
Les projets de lois fédérales peuvent être déposés par toutes les personnes ou entités ayant le droit d'initiative législative, c'est-à-dire le président de la fédération de Russie, le Conseil de la fédération dans son ensemble et ses membres, les députés à la Douma d'État, le Gouvernement de la fédération de Russie, les organes législatifs (et représentatifs) des sujets de la fédération de Russie et, dans le cadre des questions relevant de leur compétence, la Cour constitutionnelle, la Cour suprême et la Haute Cour d'arbitrage. Ces projets de lois sont déposés devant la Douma d'État.
Afin d'être adoptée, une loi fédérale doit, dans un premier temps, être adoptée par la Douma d’État à la majorité de ses députés (à moins qu'une autre majorité ne soit prévue par la Constitution). Elles sont par la suite transmises au Conseil de la fédération dans un délai de cinq jours. Elle est adoptée par le Conseil de la fédération si plus de la moitié de ses membres vote en sa faveur. Si elle n'est pas examinée dans un délai de 14 jours par le Conseil de la fédération, elle est réputée adoptée par celui-ci.
En cas de rejet par le Conseil de la fédération, une commission de conciliation peut être créée par les chambres afin qu'elles s'accordent puis la loi est de nouveau transmise à la Douma pour une deuxième lecture. S'il y a un désaccord de la Douma avec la décision du Conseil de la fédération, la loi fédérale est considérée comme adoptée si elle recueille, au cours du second vote, plus de deux tiers au moins de l'ensemble des députés à la Douma d'État.
Une fois adoptée, la loi fédérale est soumise au président dans les 5 jours afin qu'elle soit signée et promulguée. Il dispose d'un délai de 14 jours pour faire cela. Si toutefois, le président appose son veto, la Douma et le Conseil de la fédération examinent la loi une seconde fois. Si, lors de cette seconde fois, la loi fédérale est approuvée dans sa rédaction d'origine par deux tiers de l'ensemble des membres du Conseil de la fédération et des députés à la Douma d'État, le président doit la signer dans les 7 jours et la promulguer

#### Acte de la présidence de la fédération de Russie
Les décrets et ordonnances du président de la fédération de Russie sont adoptées dans le cadre de la gestion de la fédération et doivent être conforme à la Constitution et aux lois fédérales. Les décrets et ordonnances du président s'appliquent sur l'ensemble du territoire de la Russie.

##### Types d'actes
La Constitution ne définit pas la distinction juridique entre les décrets et les ordonnances. Cependant, une ordonnance du président de la fédération de Russie donné l'interprétation suivante :
- le décret est une décision de la normative du président. Il est conçu pour une action continue ou répétée, c'est-à-dire pour les décisions portant sur la nomination et la révocation des chefs des autorités centrales et des autres structures de l'exécutif fédéral, la citoyenneté, l'asile politique, les récompenses d'État, l'octroi de rangs spéciaux, les titres honorifiques de la fédération de Russie et le pardon ;
- l'ordonnance est une décision du président sur les questions d'organisation et d'utilisation du personnel, ainsi que sur le travail de l'administration présidentielle russe. L'ordonnance ne doit pas contenir de réglementation ayant un caractère normatif.

##### Adoption
Les projets d'actes du président peuvent être préparé par l'administration présidentielle ou par l'un des organes de l'exécutif fédéral (dans ce dernier cas, le président de la fédération de Russie présente le projet d'actes, qui est signé par le président du gouvernement de la fédération de Russie). Après accord, l'acte est transmis au Bureau juridique de la présidence puis transmis à l’adjoint pertinent de président.
Le Bureau juridique et l'adjoint du président soumettent directement le décret ou l'ordonnance au secrétariat de la présidence qui décide de l'état de préparation du projet et donc de le remettre au président ou de la nécessité de le finaliser.

##### Interprétation
Certaines dispositions des décrets et des ordonnances peuvent faire l'objet de clarification par le Bureau juridique de l’État, dépendant du président de la fédération de Russie.

#### Acte du gouvernement de la fédération de Russie
L'article 114 de la Constitution dispose que le gouvernement russe a les compétences suivantes :
- « élabore et soumet à la Douma d'État le budget fédéral et en assure l'exécution ; présente à la Douma d'État un rapport sur l'exécution du budget fédéral ; lui présente les rapports annuels sur les résultats de son action, notamment sur les questions posées par la Douma d’État »
- « assure l'application en fédération de Russie d'une seule et même politique financière, de crédit et monétaire » ;
- « assure la mise en œuvre en fédération de Russie d'une seule et même politique d'État dans le domaine de la culture, de la science, de l'enseignement, de la santé, de la sécurité sociale, de l'écologie » ;
- « assure la gestion des biens fédéraux » ;
- « met en œuvre des mesures destinées à assurer la défense du pays, la sécurité de l'État, l'exécution de la politique extérieure de la fédération de Russie » ;
- « met en œuvre des mesures destinées à assurer la légalité, les droits et libertés des citoyens, la protection de la propriété et de l'ordre public, la lutte contre la criminalité » ;
- et « assume des autres pouvoirs qui lui sont dévolus par la Constitution de la fédération de Russie, les lois fédérales et les décrets du président de la fédération de Russie ».

Conformément à la Constitution, aux lois fédérales et aux actes du président, le gouvernement adopte les arrêtés et ordonnances et assure leur exécution dans tout le territoire russe.
La différence entre l'arrêté et l’ordonnance est définie par la loi constitutionnelle fédérale titré « Du gouvernement de la fédération de Russie » :
- les arrêtés sont des actes à caractère normatif (qui s'adresse au grand public, et supposée être constante ou par action répétée);
- les ordonnances sont des actes qui n'ont pas un caractère normatif.

Ces arrêtés peuvent être suspendus par le président de la fédération de Russie s'ils sont contraires à la Constitution, aux lois fédérales et aux décrets présidentiels.

#### Règlement des organes exécutifs fédéraux
Dans le cadre des lois et ordonnances du gouvernement de la fédération de Russie, les organes exécutifs fédéraux peuvent adopter des actes juridiques réglementaires régissant la façon d'appliquer certaines dispositions des réglementations étatiques. Les types possibles de la réglementation se trouvent les règlements, les ordonnances, les directives, les règles et les instructions. Pour ces actes, l'élément clé est la procédure d'enregistrement au ministère de la Justice, sans quoi l'acte juridique sera considérée comme nul et non avenu.
Les sujets de la fédération de Russie ne sont pas, dans ce contexte, considérés comme des organes exécutifs fédéraux.
Les actes des organes exécutifs fédéraux peuvent être suspendus ou révoqués par le Gouvernement de la fédération de Russie.

### Au niveau des sujets fédéraux
| Constitution (ou Charte) d'un sujet de la fédération                                              |
| ↓                                                                                                 |
| Loi du sujet de la fédération                                                                     |
| ↓                                                                                                 |
| Actes du plus haut fonctionnaire (exécutif) du sujet de la fédération                             |
| ↓                                                                                                 |
| Actes des autorités exécutives du sujet de la fédération                                          |
| ↓                                                                                                 |
| Actes des collectivités locales                                                                   |
| Légende : - Norme constitutionnelle - Normes des sujets de la fédération - Législation municipale |

#### Constitutions et chartes des sujets fédéraux
L'article 66 dispose qu'il existe deux types de documents juridiques de nature constitutionnelle pour les sujets fédéraux : la constitution pour les républiques et la charte pour les territoires, régions, villes fédérales, régions autonomes, et districts autonomes.
Les organes législatifs et exécutifs d'une région autonome ou d'un district autonome peuvent demander l'adoption d'une loi fédérale les concernant. En outre, « les relations des districts autonomes  composant un territoire ou une région peuvent être réglementées par une loi fédérale et par un traité entre les organes du pouvoir d'État du district autonome et, respectivement, les organes du pouvoir d'État du territoire ou de la région ».
La fédération et un sujet peuvent décider, en accord, de modifier la charte dudit sujet par l'adoption d'une loi constitutionnelle fédérale.

#### Lois des sujets de la fédération de Russie
Les lois des sujets de la fédération de Russie peuvent relever soit des compétences conjointes de la fédération de Russie et des sujets de celle-ci, soit des compétences exclusives des sujets. Les lois des sujets fédéraux ne peuvent pas contredire la loi fédérale dans le cas des compétences conjointes. De même, elles ne peuvent pas contredire la Constitution de la fédération de Russie.
Les lois des sujets de la fédération de Russie ont force juridique que dans le sujet qui les a adoptés.
L'initiative législative pour ces lois revient aux Parlements respectifs de ces différents sujets.

#### Règlements régionaux
Les règlements régionaux sont les ordonnances, décrets et les autres actes des autorités exécutives des sujets de la fédération de Russie. Ces règlements sont utilisés afin de faciliter la mise en œuvre des lois fédérales et locales ainsi que les décrets du président de la fédération de Russie.

#### Documents de l'administration locale
La Constitution russe dispose que les autorités locales ne font pas partie du système des organes du pouvoir d'État. L'autorité locale doit gérer les biens municipaux ainsi qu'élaborer et approuver le budget local (ce qui inclut l'établissement des taxes et impôts locaux. Elles sont aussi chargées de maintenir l'ordre public.
Certaines prérogatives étatiques peuvent être confier aux organes de l’autorité locale par une loi. Ces compétences supplémentaires sont assorties de ressources financières additionnelles ainsi que des moyens matériels nécessaires à leurs mises en œuvre.
Les actes des autorités locales doivent être conforme à la Constitution et aux lois fédérales et régionales.

## Histoire du droit criminel
La période de l’Empire russe (1850- 1917)
Durant la période de l’Empire Russe qui commença vers 1682 pour se terminer vers 1917, le système juridique en place fût marqué par la domination de 14 empereurs[1]. La Russie avec ce système dûment appelé un système politique autocratique et ses structures sociales féodales, a traversé une période de transition et de réforme au XIXe siècle[2]. Pour les fins de la comparaison entre le droit criminel de l’Empire russe avec celui de l’Union soviétique, seulement les dernières décennies de l’Empire sont exposées. C’est-à-dire, des années 1850 lors du règne du tsar Alexandre II, jusqu’à la fin de l'Empire russe en 1917 lorsque le règne du dernier tsar Nicolas II a pris fin.
1. Alexandre II : 1855-1881
2. Alexandre III : 1881-1894
3. Nicolas II : 1894-1917

Sous le règne d'Alexandre II (1855- 1881), l'émancipation des serfs en 1861 a été une réforme majeure, mais controversée, marquant le début d'une série de changements[3].Cette réforme était censée libérer les paysans opprimés, mais elle a maintenu les structures de domination existantes, favorisant les propriétaires de terres[4]. Le contexte juridique de cette époque a vu l'introduction de réformes judiciaires progressistes sous Alexandre II, telle que l'introduction d'un jury et l'inamovibilité des juges. Cependant, le système pénal n’avait toujours pas de code de loi unifié[5].
Malgré ces réformes, l'autocratie et l'oppression persistaient. L'utilisation de tribunaux militaires d'urgence pour réprimer les mouvements révolutionnaires sous Alexandre III (1881-1894), illustre la répression politique et l'ingérence dans le système judiciaire[6]. De plus, l'antisémitisme et l'injustice étaient présents dans des affaires comme celle de Beilis, discuté par l’auteur Wortman, soulignant les failles du système judiciaire impérial[7].
Dans cet environnement, le pouvoir absolu du tsar était incontesté[8]. L'autocratie était profondément ancrée, avec peu de place pour la représentation populaire ou les institutions parlementaires, contrairement à la tendance vers la démocratisation observée dans d'autres pays européens. La Russie impériale, avec son mélange de réformes progressives et d'oppression politique, a été façonnée par des forces contradictoires.

Facteurs d’influences de l’Empire russe (1850-1917)
L'autocratie tsariste fût symbolisée par le concept de « samoderjavié » (самодержавие), terme russe qui se traduit littéralement par « auto-souveraineté » et représentait un pouvoir absolu et incontesté du souverain[9]. L'autocratie et les réformes limitées ont eu un impact significatif sur la société russe, avec une absence de droits constitutionnels clairs[10].
Durant l'Empire russe, le système juridique était profondément enraciné dans l'autocratie tsariste, caractérisé par un pouvoir absolu entre les mains du monarque. Le souverain incarnait l'autorité suprême et était considéré comme choisi par dieu pour gouverner, symbolisant ainsi le concept de « samoderjavié[11]». Cette autocratie se reflétait dans la structure des tribunaux, où le pouvoir judiciaire était étroitement lié au pouvoir politique[12].
La hiérarchie des tribunaux comprenait généralement des tribunaux locaux, des tribunaux de district et des tribunaux supérieurs, mais le système n'était pas uniforme dans tout l'empire[13]. La gestion administrative et judiciaire variait d'une région à l'autre, avec des politiques diversifiées et une administration parfois arbitraire[14]. Les tribunaux étaient souvent sous l'influence directe du pouvoir politique, soulignant ainsi l'absence d'indépendance judiciaire et le caractère autoritaire du système[15].

Les principes fondamentaux du droit criminel pendant l’Empire russe
En ce qui concerne le droit criminel, ses sources étaient principalement constituées de lois et de décrets émis par le tsar et son gouvernement[16]. Les codes pénaux, tels que celui de 1903, ont joué un rôle central dans la définition des crimes et des peines[17]. Cependant, malgré certaines réformes législatives visant à moderniser le système judiciaire, l'application des lois n’était pas utilisée uniformément d’un village à un autre et les droits des individus étaient limités[18].
Plusieurs caractéristiques ont défini le droit criminel de l'Empire russe[19]. Les responsabilités individuelles étaient définies en fonction des actions et intentions de l'accusé. Le concept d'intention criminelle, introduit dans le droit russe par le code pénal de 1903, jouait un rôle crucial dans la détermination de la culpabilité. De même, la négligence criminelle et la légitime défense étaient des notions importantes pour évaluer les actions des individus[20].
En ce qui concerne les sanctions et peines, le système judiciaire impérial russe prévoyait une gamme de sanctions pour les infractions criminelles[21]. Ces sanctions pouvaient aller de peines d'emprisonnement à des amendes ou même à la peine de mort dans les cas les plus graves. Toutefois, la sévérité des peines et leur application dépendaient souvent de divers facteurs, y compris le statut social de l'accusé et l'interprétation subjective de la loi par les autorités judiciaires[22].
En résumé, le droit criminel de l'Empire russe reposait sur des principes tels que l'intention criminelle, la négligence criminelle et la légitime défense, avec des sanctions variant en fonction de la nature et de la gravité de l'infraction. Cependant, l'application de ces principes et sanctions était souvent sujettes à l'interprétation et à l'arbitraire, reflétant les limites et les défis du système judiciaire de l'époque[23].
La période de transition (1917-1923)
Pendant cinq ans (1917-1923) il y eut un gouvernement provisoire et durant ce temps, aucun tribunal criminel ou de législation permanente en matière criminel ne fût établit[24]. Pendant cette période, les tribunaux imposaient des peines qui n’étaient pas liées aux lois écrites et la procédure même n’était pas établie. Entre 1922 et 1923, il y eut une période de réforme drastique[25]. En 1922 le commissaire de justice a codifié certains règlements et il a établi le Code criminel le 24 mai. Une peine ne pouvait pas être imposée par les tribunaux. Cependant, il y avait une agence administrative qui n’était pas liée par ce code criminel[26].

La période de l’Union soviétique (1923-1950)

En 1923, la République socialiste fédérative soviétique de Russie et trois autres Républiques soviétiques socialistes forment l’Union des Républiques socialiste soviétiques (URSS)[27]. Cet événement a créé une constitution fédérale[28]. À la suite de cette liaison, chaque république s’est vu octroyer un droit d’utiliser son propre Code criminel[29]. John Hazard exprime qu’en 1938, une fois que Staline reçoit son mandat, il essaie de développer une nouvelle approche davantage axée sur les droits de l’individu que sur l’État[30]. C’est en 1926 qu’arrive une première version du Code Criminel soviétique[31].. Ce Code Criminel subi plusieurs amendements et fût en vigueur jusqu’au milieu des années 1950[32]. 

Structure du système juridique de l’Union soviétique
Les Bolchéviques ont favorisé une approche communiste, basée sur la théorie Marxisme et la société a connu une révolution juridique basée sur une théorique Marxiste-Léniniste[33]. Selon l’idéologie communiste, la société fût divisée en deux classes; soit celle de la bourgeoisie et celle du prolétariat[34]. La bourgeoisie obligeait le prolétariat à travailler et engendrait son appauvrissement. La classe prolétariat s’est révolté, et elle s’est vu révolutionner la société vers une société socialiste et équitable[35].

Le parti Bolchévique était d’avis que les lois et les codes étaient la meilleure source de droit pour assurer « [TRADUCTION] qu’il soit le plus authentique et le plus rapidement efficace pour faire évoluer la communauté[.] [36]» En 1923, la constitution est codifiée et mise en vigueur[37]. Les dispositions de la constitution la déclarent comme étant la loi suprême.[38] Malgré cette affirmative, l’adhésion à la constitution ne fût pas pratiquée. Pendant le mandat de Staline, il était celui qui devait approuver les changements et les amendements[39]. En outre, il a été démontré que souvent, le Soviet suprême (Staline) n’était pas actif dans les changements et qu’il ne les approuvait souvent que des mois, voire des années plus tard[40].

Les communistes ont revendiqué leur système juridique, soutenant qu’il semblait davantage être inspiré du système de droit romain et qu’il soit une toute nouvelle structure de droit[41]. Certains concepts fût bien évidemment emprunté. À titre d’exemple, le rôle d’un procurateur (ou procureur) et son titre furent les mêmes que ceux connu par le droit romain[42]. Quelle que fût la façon dont les communistes voulaient fonctionner, leurs procédures pénales étaient similaires au droit romain[43].

Parmi les premières théories du droit soviétique, l’une d’entre elles, celle du professeur Reisner, fût critiqué par Gsovski : « [TRADUCTION] le droit est un compromis construit à partir de morceaux d’idées de différentes classes sociales, un tissu multicolore qui est créé sur la base des exigences juridiques des différentes classes sociales » [44].

Rôle des tribunaux et l’organisation du système judiciaire de l’Union soviétique
L’organisation des cours soviétiques était faite hiérarchiquement et selon le milieu géographique[45]. Le tribunal a instance supérieure était « the Union Supreme Court », l’instance suivante était « the Supreme Court » établit dans la région de l’Ukraine. Par la suite, il y a la Cour d’appel de la province, et comme cours de première instante il y avait un tribunal local[46].

Le premier code criminel soviétique, fût adopté en 1922 et portait le nom « the Criminal Code of the Russian Fedération ». L’auteur Will Adams explique que l’organisation des lois criminelles soviétiques étaient similaires à celles de l’Empire russe[47]. Il continue en expliquant que les codes criminels soviétiques sont structurés en deux parties, soit une partie générale et une partie spéciale[48]. La première partie aborde des principes fondamentaux tels que la définition du crime, les types de sanctions, les circonstances atténuantes et aggravantes, tandis que la seconde définit des infractions spécifiques et prévoit les peines associées[49]. En 1935, Staline était personnellement responsable de la criminalisation de la délinquance juvénile. En 1936, il fut responsable de la criminalisation de l’avortement. En 1940 il fut responsable de la criminalisation des offenses relatives au travail et en 1947 des changements relatifs aux peines du vol. Parmi ces changements, lorsqu’il y a un vol, l’accusé doit purger une peine minimum de 10 ans dans un camp de travail ou reçoit la peine capitale[50]. Les condamnations en URSS étaient particulièrement sévères, car souvent, les accusées se faisait envoyer dans un camp de travail pour accomplir des travaux forcés pour des infractions minimes. Souvent les peines étaient purgées pendant plus longtemps que nécessaire. Concernant les camps de travail, en 1922 la peine minimum était de 10 ans et en 1935 la peine minimum fût augmentée à 25 ans[51]. La peine capitale était plutôt réservée aux crimes commis contre l’État ou aux infractions militaires[52]. Concernant la délinquance juvénile, l’âge minimal qui était requis pour recevoir une peine était de 16 ans en 1922, mais a diminué à 12 ans par la suite.[53].
En matière de procédure pénale, les soviets avaient recours aux aveux forcés. Comme A.K.R Kiralfy l’explique, les avocats n’avaient pas de considération pour les accusés et leurs droits n'étaient pas reconnu. Au lieu de défendre leurs intérêts, ils optaient plutôt pour obliger ces derniers à faire des aveux[54]. Pendant la période de Staline, ce n’était pas rare qu’un communiste loyal soit reconnu coupable et exécuté pour son crime[55]. La procédure était inéquitable pour les accusés comme en témoigne la gravité des sanctions pour des crimes mineurs. D’un autre côté, il y avait une certaine stabilité dans l’organisation de la procédure criminelle[56]. Souvent, c’était le procureur de l’État (Procurator) qui faisait appel d’une décision. Lorsqu’il le faisait, c’était pour assurer l’interprétation appropriée de la loi et non pour s’intéresser aux droits de l’accusé[57]. Les juges ne pouvaient pas se faire encadrer dans l’exercice de leurs fonctions. C’est-à-dire qu’il avait une certaine liberté dans leur prise de décisions[58]. En revanche, les juges pouvaient se faire critiquer par rapport à leur approche dans leur prise de décision[59].

Rééducation sociale des criminels dans le droit criminel de l’Union soviétique
La législation pénale soviétique s’est souvent vu s’articuler autour des crimes anticommunistes. Il fut souvent question de « [TRADUCTION] la spéculation, du commerce privé, des efforts de contre-révolution ou, de la propagation de rumeurs alarmantes [60]».   
Boris Nikiforov explique que la législation criminelle soviétique a principalement consistée en un amalgame de loi fédérale qui a opéré sur l’entièreté du territoire de L'URSS, tandis que les codes criminels étaient d’usage dans les Unions Républiques[61]. Pendant la réforme de Lénine, ce dernier voulait que les nations soient capables d’exprimer leur individualité, mais il voulait également qu’elles soient assujetties aux lois qu’il leur imposait[62]. C’est de cette façon que Lénine et le parti Bolchévique fût en mesure de garder un certain contrôle tout en permettant aux nations d’être plus indépendants. Plusieurs principes fondamentaux criminels résident dans les lois par rapport aux infractions contre l’État[63].

L’Union Soviétique s’est formée à partir d’un petit groupe de citoyens. Plus précisément, la Russie demeure un territoire avec une population divisée. Les personnes au pouvoir peuvent laisser une certaine liberté aux différentes régions, tout en continuant de les diriger selon un cadre établit[64]. De plus, les principes fondamentaux servent de base au droit pénal soviétique en énonçant des principes et des dispositions générales tout en s'adaptant à l'évolution des besoins de la société, en préservant les règles efficaces et en révisant et en supprimant au besoin celles qui ne sont plus pertinentes. Dans sa réforme, on retrouve maintenant la disposition suivante dans les provisions générales des « Fundamentals »:

« [TRADUCTION] les motifs de la responsabilité pénale et de la sanction ne s'appliquent qu'à une personne coupable d'avoir commis un crime, c'est-à-dire qui, intentionnellement ou par négligence, a commis un acte de danger social stipulé par la loi pénale. La sanction pénale n'est imposée que par la décision d'un tribunal. » [65]

Le « Criminal Code of the Russian Federation », lui, exigeait des punitions et plus tard en 1924 dans les « Fundamental Principales », le terme punitions n’est plus employé et plutôt remplacé par des « social defense mesures[66] ». En revanche la cour applique le principe qu’à l'égard des personnes jugées socialement dangereuses en raison de leur activité criminelle ou de leurs liens avec le milieu criminel dans la localité concernée, les accusés qu’ils aient ou non commis une infraction déterminée reçoive des mesures punitives qui représentent les intentions de l’État d’assurer la rééducation des personnes condamnées et empêcher la répétition de nouveaux crimes[67].

Comparaison
Le droit criminel présent durant l’Empire russe et le droit criminel présent durant l’Union soviétique présente certaines similarités. Comme le soulignent plusieurs auteurs. N. S. Timasheff, dans son article « The Impact of the Penal Law of Imperial Russia on Soviet Penal Law », explique qu’il y a une continuité entre les deux systèmes juridiques. Il note que des aspects fondamentaux du droit criminel russe, tels que les notions d'intention criminelle et de négligence criminelle, ont été maintenus dans le droit soviétique.

De plus, les codes pénaux soviétiques de 1922 et 1926 ont souvent emprunté des dispositions au code pénal de 1903 de l'Empire russe. De manière similaire, l'article de Richard Wortman, « Nicholas II and the Revolution of 1905 », implique une évolution entre les systèmes juridiques impérial et soviétique, en mettant en avant l'autoritarisme et la répression politique comme des éléments récurrents dans les deux régimes. Ainsi, ces sources soulignent que malgré les changements politiques majeurs, le droit criminel soviétique a hérité de plusieurs concepts et structures de l’empire.

Cependant, des différences significatives existent également. Timasheff souligne que le droit criminel soviétique a introduit de nouvelles catégories de crimes, comme la contre-révolution, absentes dans le droit criminel de l'Empire russe. De plus, Wortman note que le système soviétique a adopté de nouvelles formes de répression, telles que la persécution de la contre-révolution, en plus de dispositions élargies concernant certains crimes, reflétant ainsi des changements politiques et idéologiques en Russie au fil du temps.
[1] Nicholas V. Riasanovsky, Histoire de la Russie : des origines à nos jours, N. éd, Paris, France, Bouquins, 2014 à la p 159.
[2] Ibid à la p 235.
[3] Ibid aux pp 235, 236 et 406 voir aussi Marc Raeff, Comprendre l'ancien régime russe, Paris, France, Éditions du Seuil, 1982, à la p 180.
[4] Ibid.
[5] Marc Raeff, Comprendre l'ancien régime russe, Paris, France, Éditions du Seuil, 1982, à la p 181.
[6] Michel Tissier, L’empire Russe en révolution : 1905-1922, France, Armand Colin, 2019, à la p 16.

[7] Richard Wortman, Nicholas II and the Revolution of 1905, par Gary Marker, États-Unis, Academic Studies Press, 2013, aux pp 199 à 218.
[8] Nicolas Werth, Histoire de l’Union soviétique, 5e éd, France, Presses Universitaires France, 2001 à la p 9.
[9] Michel Tissier, L’Empire Russe en révolution : 1905-1922, France, Armand Colin, 2019, à la p 16.
[10] Ibid.
[11] Supra note 9 à la p 14.
[12] Supra note 1 à la p 480.
[13] Supra note 6 à la p 26.
[14] Ibid.
[15] Ibid.
[16] Supra note 8 à la p 243.
[17] Supra note 1 à la p 480.
[18] N. S. Timasheff, « The Impact of the Penal Law of Imperial Russia on Soviet Penal Law » (1953) The American Slavic and East European Review, 14:4 aux pp 24-39.
[19] Ibid.
[20] Ibid.
[21] Ibid.
[22] Ibid.
[23] Supra note 1; voir aussi Marc Raeff, Comprendre l'ancien régime russe, Paris, France, Éditions du Seuil, 1982.
[24] Vladimir Gsovski, « Reform of Criminal Law Soviet Union » (1960) 7:4 Social Problems.
[25] Ibid à la p 316.
[26] Ibid.
[27] John Hazard, « Reforming Soviet Criminal Law » (1938) 29:2, The Journal of Criminal Law and Criminology 167 à la p 158.
[28] Ibid à la p 159.
[29] Ibid.
[30] Ibid à la p 169.
[31] Ibid à la p 252.
[32] Ibid.
[33] Harold J Berman, « The challenge of Soviet Law » (1948) 62:2 Harv L Rev 220.
[34] Ibid à la p 226.
[35] Ibid.
[36] John N. Hazard, et al. « The Soviet legal system : Post Stalin documentation and historical commentary » (1963) 22:2 Slavic Review.
[37] Ibid.
[38] Ibid.
[39] Ibid à la p 47.
[40] Ibid à la p 48.
[41] Ibid.
[42] A.K.R Kiralfy, « Characteristics of Soviet Law » (1962) 2:3 Osgoode Hall LJ.
[43] Ibid.  
[44] Vladimir Gsovski, « The Soviet Concept of Law » (1938) 7:1 Fordham L Rev.
[45] Supra note 42 à la p 282.
[46] Ibid à la p 282-283.
[47] Will Adam, « Capital Punishment in Imperial and Soviet Criminal Law » (1970) 18:3 Am J Comp L à la p 581.
[48] Ibid.
[49] Ibid.
[50] Ibid à la p 405.
[51] Ibid à la p 322.
[52]Ibid à la p 322.
[53]Ibid à la p 322.
[54] Supra note 42 à la p 284.
[55] Ibid.
[56] Ibid.
[57] Ibid à la p 283.
[58] Ibid à la p 284.
[59] Ibid.
[60] Ibid à la p 285.
[61] Boris S Nikiforov, « Fundamental Principles of Soviet Criminal Law » (1960) 23:1 Mod L Rev à la p 33.
[62] Ibid.
[63] Ibid.
[64] Ibid.
[65] Ibid.
[66] Ibid.
[67] Ibid  p 38.

## État de droit
La constitution russe de 1993 énonce dans son article 1 et son alinéa 1 : « La fédération de Russie - Russie est un État démocratique, fédéral, un état de droit, ayant une forme républicaine de gouvernement ». Mais plusieurs auteurs et hommes politiques[source insuffisante] mettent en cause l'existence d'un état de droit, au sens de rule of law en Russie. Le Parlement européen considère pour sa part que la Russie ne respecte pas les principes de l'état de droit. Dans une résolution du 10 juin 2015, il considère que « l'état de droit (sic) – l'un des principes fondamentaux de l'Union – implique non seulement le respect de la démocratie et des droits de l'homme, mais aussi du droit international, la garantie d'une justice équitable, ainsi que l'indépendance et l'impartialité du pouvoir judiciaire; que ces conditions ne sont pas remplies en Russie, où les autorités ne garantissent pas l'état de droit (sic) et ne respectent pas les droits fondamentaux et où les droits politiques, les libertés civiles et la liberté des médias se sont détériorées ces dernières années; que des textes législatifs comportant des dispositions ambiguës utilisées pour imposer davantage de restrictions aux opposants et aux acteurs de la société civile ont été adoptés récemment ; que l'adoption récente de la loi criminalisant la prétendue "propagande homosexuelle" a débouché sur une recrudescence des violences homophobes et anti LGBTI et des discours haineux, dont les autorités ne se sont pas préoccupées ; qu'à la suite de l'annexion illégale de la Crimée, le respect des droits de l'homme, y compris de la liberté d'expression, de réunion et d'association, s'est gravement détérioré dans la péninsule, la communauté tatare de Crimée étant particulièrement touchée ».